# Manuel Alfredo Marroquín Pineda
Manuel Alfredo Marroquín Pineda (Cabañas, Zacapa, 11 de septiembre de 1955) es abogado y notario guatemalteco que fue magistrado de corte de apelaciones del Organismo Judicial. También se ha desempeñado en varias instancias de derecho en Guatemala y docente universitario.

## Biografía
Nació en San Luis, municipio de Cabañas, en el departamento oriental de Zacapa, el 11 de septiembre de 1955. El 23 de agosto de 1986 se graduó como abogado y notario en la Facultad de Ciencias Jurídicas y Sociales de la Universidad Mariano Gálvez. Para optar al título presentó la tesis titulada «El contrato usurario, la lesión civil y el delito de usura». Posteriormente estudió entre los años 1999 y 2000 una maestría en Derecho Económico – Mercantil en la Universidad Rafael Landívar así como diplomados en Derecho Notarial, Constitucional y Administración Financiera.

## Carrera profesional
De 1999 a 2001 fue vicepresidente de la Junta Directiva del Colegio de Abogados y Notarios de Guatemala. Se desempeñó como inspector general de la Procuraduría General de la Nación y asesor del Despacho Superior de la misma institución en los años 2005 y 2006.
Desde 2004 hasta 2014 fue Magistrado Suplente de la Corte de Apelaciones y también fue Secretario de Sala de la Corte de Apelaciones, así como Presidente del Tribunal de Honor del Colegio de Abogados y Notarios de Guatemala durante los años 2013 a 2015.
Como docente, ha sido catedrático titular de la Facultad de Derecho de la Universidad Panamericana de Guatemala en los cursos de Redacción Jurídica y Perfil Profesional e Institucional. Así mismo como integrante del Tribunal examinador del Área Pública y Privada de la Universidad Mariano Gálvez en el grado de licenciatura.

## Carrera política

### Elecciones de 2015
El 24 de mayo de 2015 en la Asamblea Nacional extraordinaria del Partido de Avanzada Nacional, fue proclamado candidato a la Vicepresidencia de Guatemala en conjunto con Juan Guillermo Gutiérrez para participar en las Elecciones generales de Guatemala de 2015 que se llevaron a cabo el 6 de septiembre de 2015. En dichas elecciones obtuvieron 151 655 votos correspondiente al 3.10 % en el puesto 10°.